# بی‌لیک (فلوریدا)
بی لیک (به انگلیسی: Bay Lake) شهری در شهرستان اورنج ایالت فلوریدا است که در سال ۱۹۶۷ بنیان‌گذاری شده‌است. این شهر طبق سرشماری سال ۲۰۱۰ میلادی، ۴۷ نفر جمعیت داشته و مساحت آن نیز ۵۴٫۷ کیلومتر مربع است.